# Phaedyma variabilis
Phaedyma variabilis är en fjärilsart som beskrevs av Rothschild 1892. Phaedyma variabilis ingår i släktet Phaedyma och familjen praktfjärilar. Inga underarter finns listade i Catalogue of Life.